# Cattedrale di San Cassiano
La cattedrale di San Cassiano è il principale luogo di culto cattolico di Imola e sede vescovile della diocesi omonima. Il 17 dicembre 1981 le è stata conferita la dignità di basilica minore (rescritto apostolico di papa Giovanni Paolo II). Al suo interno sono custodite e venerate le spoglie di san Cassiano e di san Pier Crisologo. Tre vescovi mantennero la titolarità della cattedra imolese anche dopo essere stati eletti al soglio pontificio: papa Alessandro VII (eletto nel 1655), papa Pio VII (nel 1800) e papa Pio IX (nel 1846).

## Storia e descrizione

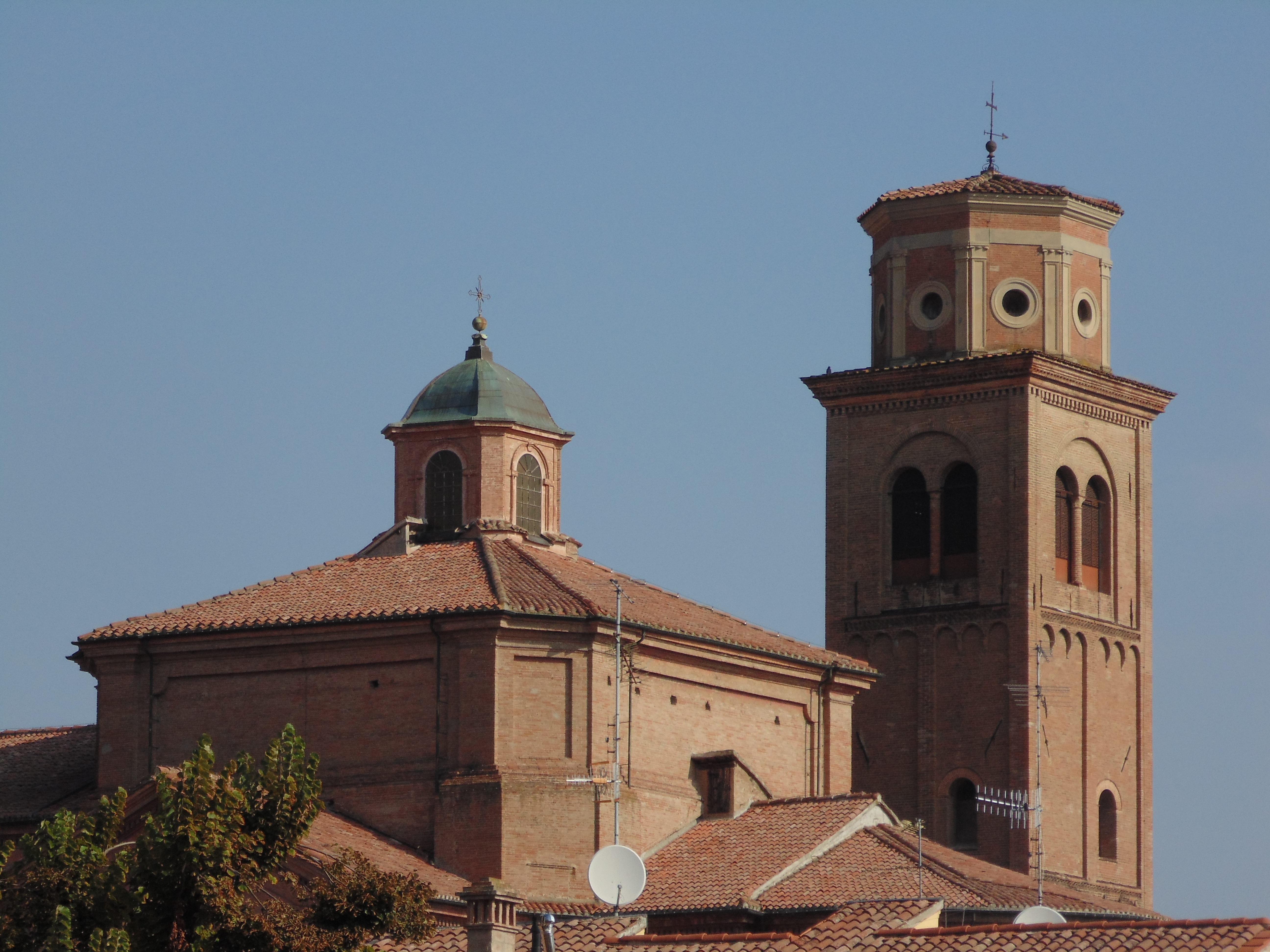
Campanile e tiburio.

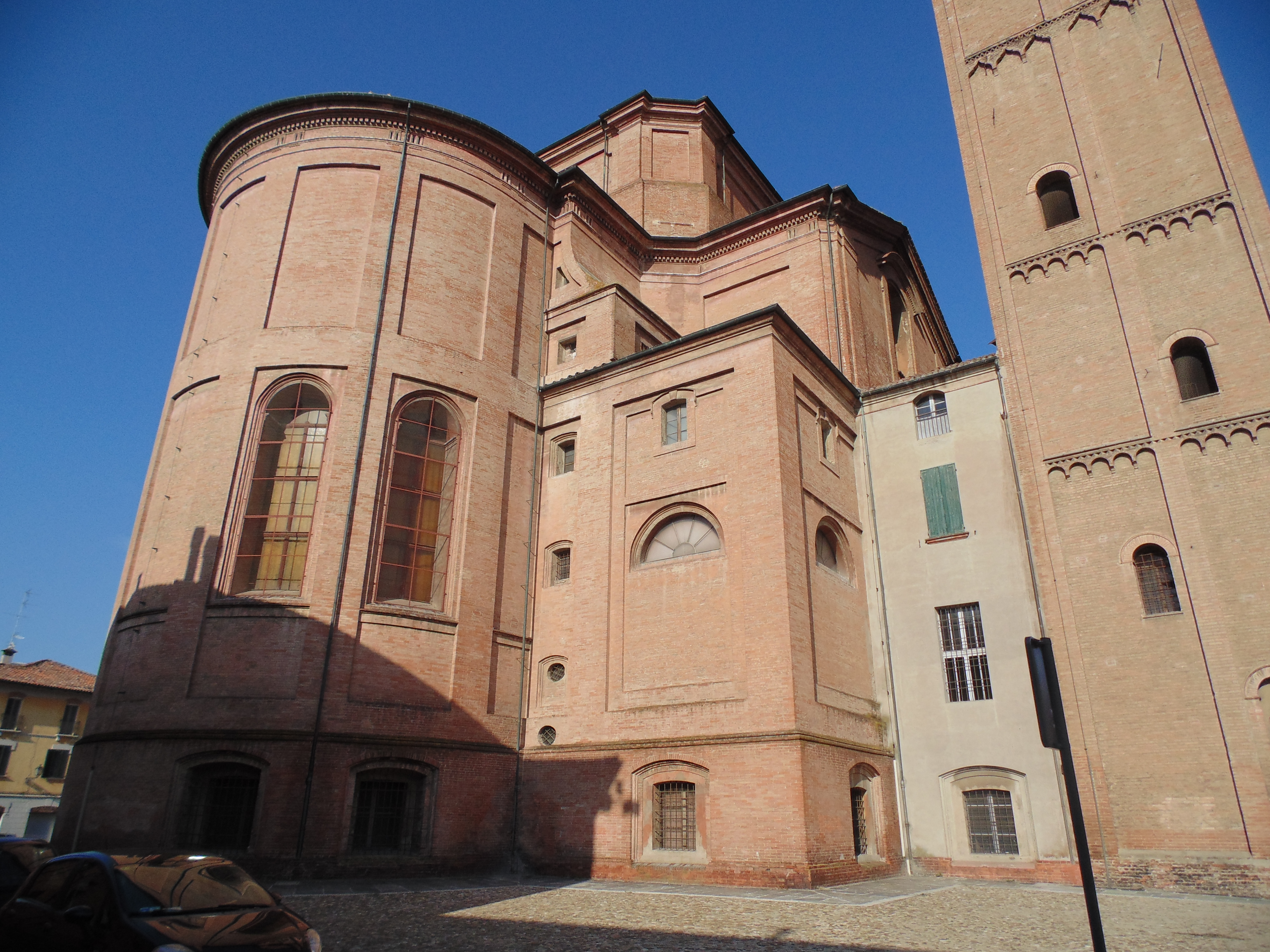
L'abside.

### Prima costruzione
Nel XII secolo la cattedrale della diocesi imolese era sita nel Castrum Sancti Cassiani, un centro abitato situato ad ovest della città. Nel febbraio 1177 Imola attaccò Castrum Sancti Cassiani e la rase al suolo. Dieci anni dopo il vescovo Enrico raggiunse un accordo con il Comune di Imola e iniziò a costruire una cattedrale dentro la mura della città.
Il 24 ottobre 1271 il duomo di Imola fu consacrato.

### I rifacimenti tra '700 e '800
Dopo aver subito diversi interventi, nel 1763, a causa dei gravi problemi di staticità, si decise di ristrutturarlo e modificarlo completamente. L'intervento (che si protrasse dal 1765 al 1781) venne affidato al massimo architetto romagnolo dell'epoca, Cosimo Morelli, che in quegli anni era impegnato nella trasformazione urbanistica di tutta la città. I lavori furono eseguiti in due tempi: nel 1765-69 furono rifatti il coro, il presbiterio con la cupola e la cripta; negli anni 1775-81 il restante corpo della chiesa. Il rinnovato edificio sacro fu consacrato il 28 maggio 1782 da papa Pio VI.
La facciata, disegnata dall'architetto romano Filippo Antolini, fu ultimata nel 1850.

### Costruzione e restauro del sagrato
Negli ultimi anni dell'Ottocento, in previsione del Giubileo del 1900, vennero effettuati lavori di restauro del duomo, sia all'interno che all'esterno. Fu interamente rifatta la pavimentazione in marmo e furono effettuati interventi sul campanile. Nel 1900-1901 fu realizzata, attorno al perimetro della cattedrale, una nuova pavimentazione in ciottoli. I lavori furono eseguiti sotto la direzione dell'ingegnere Remigio Mirri. Nella zona antistante la facciata fu realizzato un disegno con motivi geometrici, con ciottoli di colori diversi. Per sottolineare meglio i vari accessi al duomo, alcuni percorsi furono lastricati in trachite. Al centro, davanti all'ingresso principale della chiesa, fu tracciato un grande cammeo con l'iscrizione "ANNO SACRO MCM" commemorativa del Giubileo.
La solenne riapertura della cattedrale avvenne il 12 agosto (vigilia di san Cassiano) 1901.
Nel secondo dopoguerra l'area circostante la chiesa è stata data in concessione per la realizzazione di un parcheggio per autovetture. Nel 2010 il vescovo Tommaso Ghirelli ha deciso di ripristinare l'area al suo utilizzo originale. Si sono resi necessari lavori di restauro del ciottolato, gravemente degradato in ogni sua parte. I lavori, eseguiti sotto la direzione dell'ingegnere Paolo Palladini, sono terminati nel 2011, in tempo per la celebrazione della festa di san Cassiano.

### Il restauro degli anni 1998-2000
In occasione del Giubileo del 2000, su incarico della diocesi, l'architetto Alessandro Bettini progettò e diresse i lavori di restauro della Cattedrale. L'intervento ha riguardato, in estrema sintesi: il rifacimento integrale dei manti di copertura e la realizzazione di un nuovo impianto anti volatili, il restauro integrale della facciata, il rifacimento integrale dell'impianto di illuminazione dell'aula e della cripta; il restauro architettonico della cappella dell'Immacolata Concezione e la realizzazione della gradinata poligonale in marmo della Cattedra del Vescovo.

### L'interno

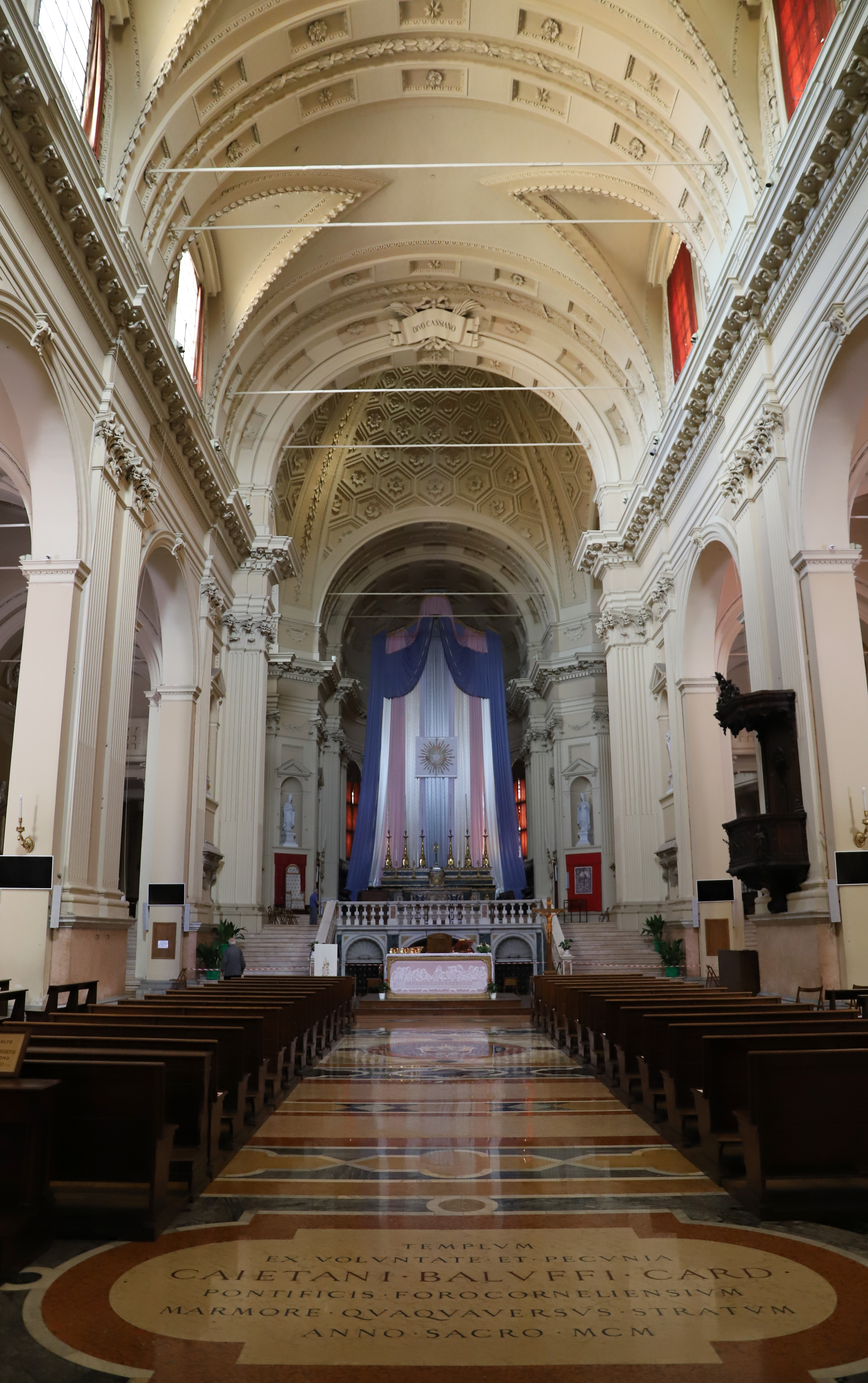
L'interno

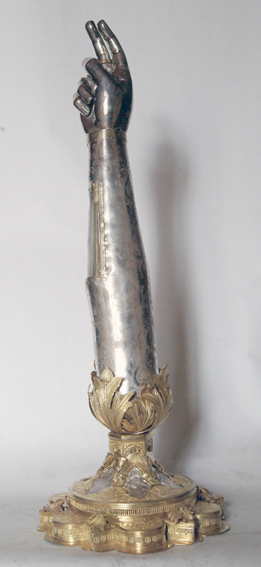
Braccio di San Cassiano, reliquiario databile tra il 1400 e il 1410. Duomo di Imola.

L'interno della chiesa è suddiviso in tre navate, di cui quella centrale è molto vasta, con profonde cappelle laterali. Il punto focale dell'edificio è la grandiosa e composta scenografia del presbiterio: due scalinate simmetriche salgono dalle navate laterali e altre due da quella centrale verso il presbiterio, mentre una scala molto più larga, centrale, porta alla cripta.
Nella prima cappella a sinistra si trova uno dei pochi resti della cattedrale medioevale: il fonte battesimale, che risale ai primi anni del XVI secolo, forse opera di maestranze toscane. Fu commissionata dal vescovo Simone Bonadies (1488-1511), di cui porta lo stemma su due degli otto lati. Degni di nota per il panneggio delle vesti sono i due rilievi raffiguranti uno san Giovanni Battista e l'altro un vescovo santo, forse il patrono san Cassiano.
Nella seconda cappella la pala dell'altare raffigura san Pietro e san Paolo. Risale al XIX secolo e fu eseguita dalla bottega del Camuccino, ma potrebbe essere stata dipinta dallo stesso maestro.
Nella cappella successiva si trova un affresco oggetto di devozione detto la Madonna delle Laudi, risalente alla prima metà del Quattrocento e inserito in una grande tela più tarda con angeli adoranti.
Nell'ultima cappella a sinistra è esposto un dipinto dell'Assunta attribuito a Jacopo Bertucci.
Nella prima cappella a destra la pala dell'altare raffigura la Cena di Emmaus: è un'opera dell'imolese Ignazio Zotti, datata 1850.
Nella seconda cappella a destra è situato un pregiato Gesù Crocifisso ligneo, databile probabilmente alla fine del XV secolo, di autore sconosciuto di scuola toscana, poi dipinto dall'imolese Marco Cattani nel 1524. Sulla parete di destra è appesa una tela, l'Esaltazione della Croce, dipinta nel 1783 da Angelo Gottarelli.
Nella terza cappella si trova un quadro del forlivese Giacomo Zampa che rappresenta la Sacra Famiglia con san Giovannino.
Salendo le rampe delle scale che portano al presbiterio, si possono notare, infissi nelle pareti, i monumenti sepolcrali di Lippo e Francesco Alidosi.
Di notevole interesse sono i magnifici candelieri posti sull'altare maggiore, donati da papa Pio IX, già vescovo di Imola. Dietro l'altare maggiore, sopra il coro ligneo dagli stalli monumentali, giganteggia la tela di Pietro Tedeschi, raffigurante il Martirio di san Cassiano.

La cripta del Duomo di Imola.

A destra, nella cappella dell'Immacolata Concezione è venerata una bella statua di Filippo Scandellari, risalente al XVIII secolo, raffigurante l'Immacolata e proveniente dall'ex-chiesa di San Francesco, mentre nella cappella delle reliquie, a sinistra dell'altare maggiore, è esposto un altro quadro di Gottarelli raffigurante i Santi Apollinare, Cosma, Carlo Borromeo, Terenzio e Donato di Imola.
In occasione del Giubileo dell'Anno santo 2000, un generoso e anonimo benefattore ha sovvenzionato la realizzazione di dieci statue marmoree, che hanno riempito le nicchie rimaste vuote dai tempi della consacrazione di Pio VI (1782).
Nella cripta si trovano tre urne marmoree arricchite con putti e fregi, eseguite nel 1698-1704 su progetto del bolognese Giuseppe Maria Mazza, esponente dell'arte barocca. Esse contengono le spoglie di quattro santi imolesi: Cassiano, Pier Crisologo, Proietto e Maurelio. Sotto il pavimento, davanti all'altare, sono sepolti i vescovi della diocesi e in un loculo sono custoditi i resti di Girolamo Riario, primo marito di Caterina Sforza, ucciso a Forlì nel 1488.

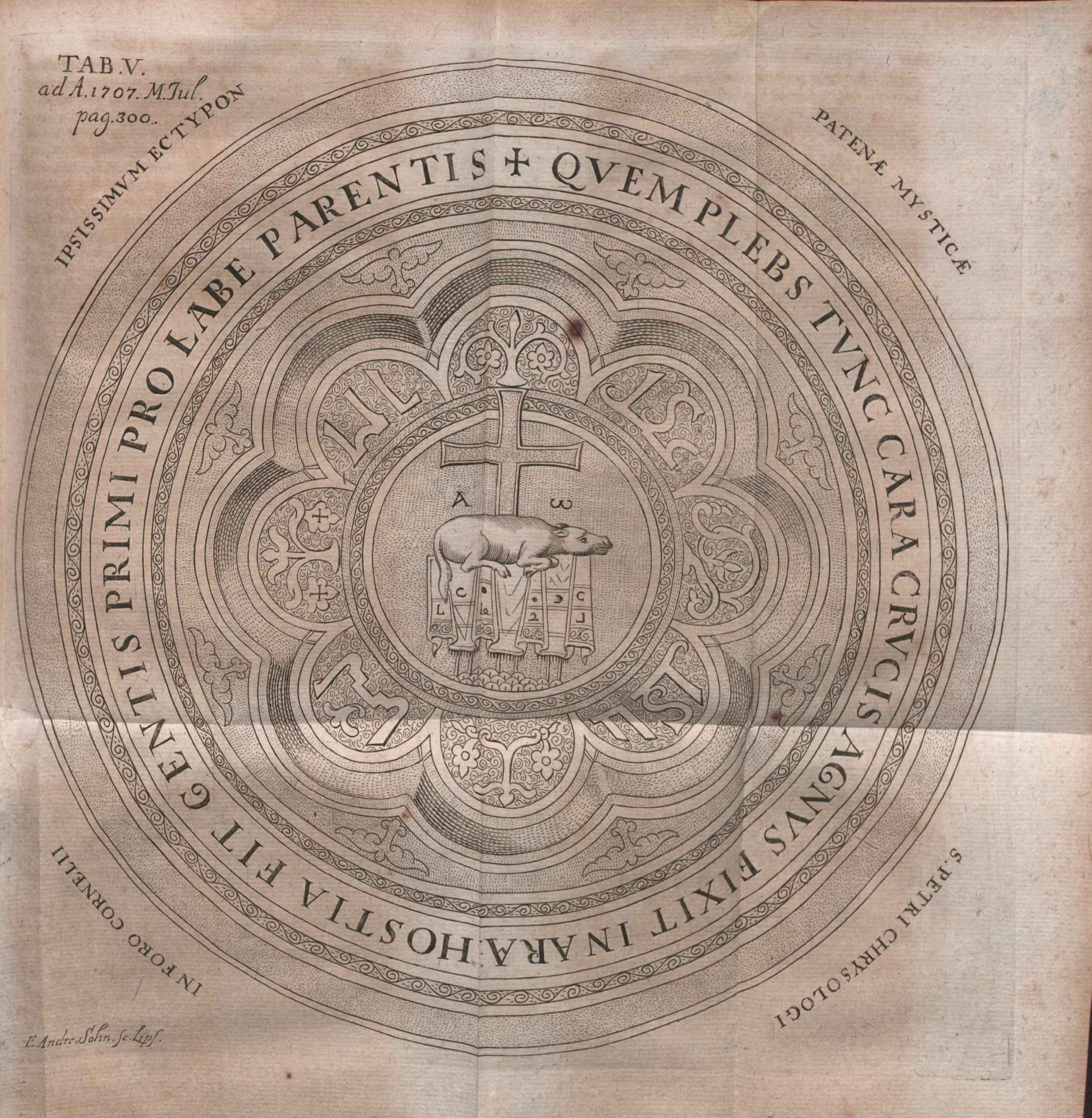
Raffigurazione di patena dedicata a san Pietro Crisologo tratta dagli Acta Eruditorum del 1707.